# Sankheda Mehwas
Sankheda Mehwas fou un grup de 26 estats tributaris protegits que formaven una de les divisions territorials de l'agència de Rewa Kantha a la presidència de Bombai. La superfície era de 805 km² i la població el 1881 de 53.214 habitants. Els ingressos totals estimats eren de 19.200 lliures vers 1880.